# Christian Ingemann Petersen
Christian Ingemann Petersen (9 de diciembre de 1873-25 de enero de 1963) fue un deportista danés que compitió en ciclismo en la modalidad de pista. Ganó una medalla de plata en el Campeonato Mundial de Ciclismo en Pista de 1895, en la prueba de velocidad individual.

## Medallero internacional
| Campeonato Mundial | Campeonato Mundial | Campeonato Mundial | Campeonato Mundial       |
| Año                | Lugar              | Medalla            | Competición              |
| ------------------ | ------------------ | ------------------ | ------------------------ |
| 1895               | Colonia (Alemania) | Medalla de plata   | Velocidad individual (A) |